# Eve Langley
Eve Maria Langley (* 1. September 1904; † Juni 1974), mit bürgerlichem Namen Ethel Jane Langley, war eine australische Schriftstellerin. Ihre Romane gehören zu jenem Traditionsstrang australischer Schriftstellerinnen, die die Konflikte der Künstlerinnen in der Gesellschaft bearbeiten. Ihr Roman Pea Pickers von 1942 erschien erstmals 2023 in deutscher Übersetzung.

## Leben
Langley wurde in Forbes, New South Wales, als älteste Tochter eines Saisonarbeiters geboren. Ihre Eltern waren Arthur Alexander Langley († 1915) und seine Frau Myra, geborene Davidson, die beide aus dem australischen Bundesstaat Victoria kamen. Eve Langleys Mutter wurde als Folge dieser ungewünschten Heirat enterbt, und die Familie lebte die meiste Zeit in Armut. Nachdem Arthur Langley gestorben war, ging Myra Langley zurück nach Victoria, wo sie das Hotel ihres Bruders in Crossover, etwa 50 km östlich von Melbourne, leitete. Eve Langley und ihre Schwester June besuchten verschiedene Schulen, wie die Brunswick Central, Dandenong State School und die Dandenong High School.
In den 1920er Jahren arbeiteten sie und ihre Schwester als saisonale Landarbeiter in Gippsland, im Südosten Victorias. Beide kleideten sich in männlichem Stil. Diese Erfahrung benutzte sie als Basis für ihren ersten Roman The Pea Pickers. Im Jahre 1932 folgte sie ihrer Mutter und ihrer Schwester nach Neuseeland und lernte dort im Jahre 1937 den 22 Jahre alten Kunststudenten Hilary Clark kennen, den sie später bei ihrer Schwangerschaft heiratete. Sie hatten drei Kinder, eine Tochter und zwei Söhne. Im Jahre 1942 ließ ihr Ehemann sie in eine psychiatrische Anstalt einweisen. Die Kinder kamen ins Waisenhaus, als Clark einberufen wurde. Aus der Heilanstalt wurde sie 1949 wieder entlassen. Ihre Schwester kümmerte sich um sie. Die Ehe wurde im Jahre 1952 geschieden.
Langley arbeitete 1950 bis 1955 als Buchbinderin in Auckland und besuchte in den Jahren 1956 und 1957 Australien. Sie bereiste ausgiebig die australische Ostküste. In den Jahren 1959 bis 1960 reiste sie nach Großbritannien und kam am Ende dieser Reise nach New South Wales zurück. Sie lebte dann bis zu ihrem Tode in New South Wales mit Ausnahme einer Reise nach Griechenland.
Suzanne Falkiner schrieb über Frauen, die über die Wildnis in Australien berichteten, dass diese „wenigen Frauen, die bewusst allein in die Wildnis gingen, ohne hinter ihren beschützenden Ehemännern herzulaufen – von Daisy Bates in den 1880er Jahren bis zu Eve Langley in den 1930er Jahren und Robyn Davidson in den 1970ern – oft dagegen ankämpfen mussten, als exzentrisch oder gar als verrückt angesehen zu werden“.
In ihren späteren Jahren lebte sie sehr zurückgezogen in einer Hütte außerhalb von Katoomba in den Blue Mountains, etwa 60 km westlich von Sydney. Sie wurde exzentrischer, benutzte Männerkleidung, einen weißen Tropenhelm und trug immer ein Messer im Gürtel. Dale Spender schrieb, dass viel über ihre Exzentrizität geschrieben worden ist, beispielsweise dass sie Hosen getragen habe, und fuhr dann fort: „Es ist erschreckend, dass manchmal mehr Kommentare über ihre Exzentrizität als Person geschrieben wurden als über die Stärken ihrer literarischen Produktion“. Langley bezeichnete Oscar Wilde als ihr Alter Ego. Sie ging so weit, diesen Namen im Jahre 1954 offiziell anzunehmen. Ihre Arbeiten enthalten viele Hinweise auf ihr enigmatisches Leben.
Hal Porter schrieb im Jahre 1965 über Schriftsteller, die er getroffen hatte, und sagte in diesem Zusammenhang „… unter all diesen ist Eve Langley diejenige, mit der ich am ersten Tag unserer Bekanntschaft den schillerndsten Tag verbracht habe, aufgeheitert noch durch das Unvorhergesehene.“
Sie lebte die letzten Jahre ihres Lebens allein in einer Hütte in den Blue Mountains. Dort starb sie vermutlich zwischen dem 1. und 13. Juni 1974. Die Leiche wurde erst etwa drei Wochen nach ihrem Tode entdeckt.

## Entwicklung als Schriftstellerin
Langley machte sich als Schriftstellerin zunächst in den 1930er Jahren in Neuseeland einen Namen. Ihre Gedichte erschienen regelmäßig in Zeitschriften, wie die von Douglas Stewart, Gloria Rawlinson und Robyn Hyde. McLeod schrieb, dass sie sich „… in den späten 1930er Jahren in literarischen Kreisen Neuseelands einen Namen als vielversprechende Lyrikerin gemacht hatte.“ Ihre Gedichte wurden nach ihrer Rückkehr nach Australien weiterhin publiziert, beispielsweise in The Bulletin. Eines ihrer Gedichte, „Native-born“, erscheint regelmäßig in australischen Anthologien. Ihre journalistischen Arbeiten und Kurzgeschichten erschienen regelmäßig in den 1930er und 1940er Jahren, sporadischer in den 1950er Jahren.
Obwohl Langley während ihrer gesamten Lebenszeit schrieb, wurden nur zwei Romane während ihrer Lebenszeit publiziert. Die Manuskripte von zehn weiteren Romanen werden in der Mitchell Library aufbewahrt. Sie schrieb viel in den 1920er Jahren, darunter Tagebücher, Briefe, Gedichte und Kurzgeschichten. Ein Teil davon wurde in ihrem semi-autobiographischen Roman The Pea-Pickers verwandt, der im Jahre 1942 erschien. The Pea-Pickers ist beschrieben worden als eine „phantasievolle, autobiographische, Geschichte eines Ich-Erzählers über die Abenteuer zweier junger Frauen - 'Steve' und 'Blue' - die auf der Suche nach aufregenden Erlebnissen, Liebe und ‚Poesie’ im ländlichen Gippsland sind.“ Entgegen der Leichtigkeit des pikaresken Erzähltones von „The Pea Pickers“ lebte Eve Langley zur Zeit der Entstehung dieses Romans mit ihren Kindern in bitterster Armut in einem Slum in Auckland. Langley benutzt in ihren Tagebüchern oft den Namen 'Steve' für ihre Person.

## Stil und Themen
In einem Interview im Jahre 1964, beschrieb Langley ihren Schreibprozess als „Stickerei in der Literatur“ und „sah sich selbst als jemanden, der fortwährend und mit großer Fantasie Märchen schwatzt und stickt“. McLeod beschrieb sie als „eine subtile, ironische und komplexe Romanautorin“ und fügte hinzu, dass ihr bester Ausdruck „manchmal lyrisch, manchmal zynisch ist, mit einem großartigen beschreibenden Gespür und einem guten Fingerspitzengefühl für Dialoge.“
Makowiecka schlägt vor, Langley's Romane – sowohl die publizierten als auch die unpublizierten – in zwei Gruppen einzuteilen. Die erste Gruppe – The Pea-Pickers, White Topee, Wild Australia, The Victorians und Bancroft House – „erinnert ihr Leben in Gippsland und vermischt diesen Erzählstrang mit dem von Buschmännern und -frauen aus den 1880er Jahren und schmückt es weiterhin aus mit Gedichten, kleinen Stücken, Liedtexten und hymnischen Gesängen an die Götter und mysthische Länder“.  Die zweite Gruppe – alle unpubliziert – betrifft ihre Abreise nach und ihr Leben in Neuseeland. In ihnen vermischt sie ihre Erzählungen wieder, jedoch „jetzt mit offensichtlich zeitgegenwärtigen und faktischen Tagebucheinträgen, verflochten mit einem die literarischen Genres verwischenden Flickenteppichen von Lyrik, Phantasie und facettenreicher Subjektivität.“
Makiowiecka weist ebenfalls darauf hin, dass Zeit, Erinnerung und das Land regelmäßig in ihren literarischen Arbeiten wiederkehren. Sie schreibt über die Zeit sowohl aus historischer Perspektive als auch als persönliches und alltägliches Erleben. Sie sondiert den Erinnerungsprozess und das Erinnerte und wie dieses in die Gedankenwelt eingeht. Sie nennt das Land die „heilige Erde des Altertums und schreibt über ein ebenso mystisches Australien.“ Sie sagt, dass sie ein „neues Stückchen Bewusstsein fand in jedem neuen Stückchen Landschaft, daß ich sah.“ In anderen Worten, während sie reist und schreibt erfindet sie sich selbst in einer selbst erfundenen Landschaft. In ihrem Schreiben sind Erinnerung und Landschaft in solcher Weise verschlungen, dass sie sich gegenseitig beeinflussen.

## Publikation der hinterlassenen Manuskripte
Es sind über die Jahre verschiedene Versuche gemacht worden, die zehn unpublizierten Romane herauszugeben. McLeod beschreibt, wie sie und ihre Kollegin Anita Segerburg in den Jahren 1993 und 1994 die unpublizierten Romane aus der Zeit in Auckland zum Erscheinen bearbeitet haben. Jedoch konnten sie dann wegen der fehlenden Zustimmung von Langley’s Tochter Bisi doch nicht erscheinen.
Lucy Frost's Wilde Eve, eine weitere Bearbeitung der Romane aus der Zeit in Neuseeland, kam im Jahre 1999 heraus. In ihrer Einführung zu diesem Buch schreibt Frost: „Sie war Eve Langley und Oscar Wilde, australische Frau und englischer Mann – eine Dichterin, die in die Schwierigkeiten, die der Zweite Weltkrieg mit sich brachte, geriet. Unsterblich, ein antiker Dichter wiedergeboren.“ Von diesem Zitat abgesehen spielt die Obsession mit Wilde nur eine kleine Rolle. Das alter ego des Erzählers ist Steve, nicht Oscar Wilde.

## Langley porträtiert in anderen Medien
Mark O'Flynn's Stück mit dem Titel Eleanor and Eve spekuliert darüber, was passiert sein könnte, wenn die australischen Schriftsteller Eve Langley und Eleanor Dark sich getroffen hätten. Obwohl sie beide in der Gegend von Katoomba zu gleicher Zeit lebten – Dark von 1934 an und Langley von den 1960er Jahren bis zu ihrem Tode 1974, gibt es keinen Beweis dafür, dass sie sich jemals begegnet sind. Das Stück wurde im Jahre 2002 in Varuna, Eleanor Dark’s Haus, das jetzt ein Zentrum für Schriftsteller ist, uraufgeführt. Die Zuschauer gingen mit den Schauspielern von Raum zu Raum, während das Stück gespielt wurde. Im Jahre 2003 wurde es in einer eher traditionellen Form und Umgebung im Railway St. Theater in Penrith City, New South Wales, aufgeführt.
Die in Australien geborene, jetzt in Kanada lebende Tänzerin Elizabeth Langley entwickelte eine einstündige multimediale Darstellung für das Tanztheater über Eve Langley mit dem Titel Journal of Pedal Dreams. Es beleuchtet Langleys Kampf mit den widerstreitenden Interessen als Mutter, Ehefrau und kreative Muse. Das Stück kam in Australien und Kanada im Jahre 2003 und 2004 zur Aufführung. Es enthält einige gesprochene Sätze und beinhaltet Projektionen von Langleys Gedichten und Tagebucheinträgen. Es basiert auf Recherchen von Elizabeth Langley und dem Australier Paul Rainsford Towner.

## Auszeichnungen
- 1940: S. H. Prior Memorial Prize (ausgelobt von The Bulletin, einem australischen Wochenmagazin), für The Pea-Pickers, zusammen mit Kylie Tennant's The Battlers and Malcolm Henry Ellis' John Murtagh Macrossan

## Bibliographie
- The Pea-Pickers (1942),
  - deutsche Erstübersetzung: Pea Pickers. Australien-Roman. Übersetzt von Ilka Schlüchtermann, Osburg Verlag, Hamburg 2023, ISBN 978-3-95510-334-7
- White Topee (1954)